# Heraldiska samfundet
Heraldiska samfundet (HS) var en svensk ideell förening vars verksamhet huvudsakligen bestod av att anordna föredrag kring heraldik och närliggande historiska hjälpvetenskaper. 2022 slogs samfundet samman med Svenska Heraldiska Föreningen.
Heraldiska samfundet bildades ursprungligen 1941 av dåvarande riksheraldikern Harald Fleetwood tillsammans med konstnären Einar Kedja. Samfundet återupplivades 1992 och har formellt sitt säte i Stockholm. Ledamotskap erhölls genom inval. Samfundet utgav 1995–1998 tidskriften Sköldebrevet. Från 2000 erhöll ledamöterna Vapenbilden, som utges av Svenska Heraldiska Föreningen i samarbete med samfundet.
Föreningens heraldiska vapen blasoneras: sköld: i guld ett blått lejon hållande en röd sköld belagd med tre sköldar av silver, ställda två över en, hjälmtäcke: blått fodrat med guld, hjälmprydnad: ett uppstigande blått lejon hållande en röd sköld belagd med tre sköldar av silver, ställda två över en.

## Ordförande[7]
- Bengt Olof Nilsson, 1992–1997
- Per Nordenvall, 1997–2014
- Göran Mörner 2014-2022